# Jonathan Calleri
Jonathan Calleri (Buenos Aires, 23 de setembro de 1993) é um futebolista argentino que atua como centroavante no São Paulo. É considerado, por torcedores e pela mídia especializada, um dos principais jogadores do clube brasileiro, pelo qual tornou-se o segundo maior artilheiro estrangeiro e ficou conhecido pelo bordão "Toca no Calleri que é gol!".

## Biografia
Jonathan Calleri nasceu em 23 de setembro de 1993 na cidade de Buenos Aires. É filho de Guillermo Calleri, que foi jogador do All Boys, e sobrinho de Néstor Fabbri, que foi vice-campeão da Copa do Mundo em 1990.

## Carreira
Calleri iniciou sua carreira nas categorias de base do All Boys. Fez sua estreia oficial pelo clube em 28 de agosto de 2013, em um jogo contra o Estudiantes de La Plata. Ao final daquela temporada, acumulou um total de seis gols em 30 partidas disputadas. No ano de 2014, o Boca Juniors adquiriu o passe do atleta por uma quantia de 300 mil dólares. Ele estreou pelo seu novo clube em um amistoso de pré-temporada contra o Nacional de Montevidéu, onde marcou o gol decisivo para a vitória. Durante sua passagem pelo Boca Juniors, participou de 59 partidas, marcando 23 gols, e contribuiu para a conquista dos títulos do Campeonato Argentino e da Copa Argentina.
No ano de 2016, os direitos de Calleri foram adquiridos por um grupo de investidores, estabelecendo seu vínculo com o Deportivo Maldonado, um clube uruguaio que só ascendeu à primeira divisão nacional em 2019. Poucos dias depois, foi emprestado ao São Paulo, com um contrato válido até o final de junho. Logo em sua estreia, marcou o gol de empate contra o César Vallejo, em Trujillo, durante a primeira fase da Copa Libertadores. Em sua segunda partida, foi responsável por dois gols na goleada contra o Água Santa, pelo Campeonato Paulista. Calleri desempenhou um papel crucial na campanha do clube brasileiro na Copa Libertadores, marcando nove gols e decidindo jogos importantes contra o River Plate e o The Strongest. Sua última partida pelo São Paulo aconteceu em 13 de julho, no estádio Atanasio Girardot, durante as semifinais da competição internacional, jogo que resultou na eliminação do clube brasileiro. Ao todo, ele participou de 31 partidas e marcou 16 gols.
Em 1.º de agosto de 2016, Calleri confirmou sua transferência para o West Ham. O anúncio oficial dessa negociação ocorreu após a participação da Seleção Argentina nos Jogos Olímpicos, que foi concluída em 11 de agosto. Uma semana depois, fez sua estreia na partida contra o Astra Giurgiu, da Romênia, válida pela fase preliminar da Liga Europa. Pelo clube inglês, participou de 19 partidas e conseguiu marcar apenas um gol, tendo sido dispensado em maio de 2017. Em julho do mesmo ano, foi emprestado ao Las Palmas, dando início a uma trajetória pelo futebol espanhol que perdurou até 2021. Durante esse período, também teve passagens pelos clubes Deportivo Alavés, Espanyol e Osasuna. Ao totalizar as cinco temporadas disputadas no continente europeu, acumulou 157 partidas, registrando 33 gols marcados e 10 assistências.
Em 30 de agosto de 2021, Calleri retornou ao São Paulo, por meio de um contrato de empréstimo que se estenderia até o final de 2022. Sua reestreia ocorreu em 19 de setembro, durante uma partida contra o Atlético Goianiense, e desempenhou um papel crucial, ajudando o clube a evitar o rebaixamento no Campeonato Brasileiro. No ano seguinte, em 2022, marcou 27 gols em 67 partidas, encerrando o ano como o principal artilheiro do São Paulo, vice-artilheiro do Campeonato Paulista e terceiro maior goleador do Campeonato Brasileiro. Naquele mesmo ano, foi adquirido em definitivo. Em 22 de fevereiro de 2023, alcançou a marca de 50 gols pelo São Paulo e mais tarde consolidou-se como o segundo maior artilheiro estrangeiro na história do clube. Ainda em 2023, Calleri conquistou a Copa do Brasil, seu primeiro título com a camisa do São Paulo. Ele foi o autor do gol da vitória do clube contra o Flamengo, na primeira partida da final. Em 4 de fevereiro de 2024, conquistou seu segundo título pelo clube brasileiro, a Supercopa Rei.

## Títulos
Boca Juniors
- Campeonato Argentino: 2015[19]
- Copa Argentina: 2014–15[19]

São Paulo
- Copa do Brasil: 2023[46]
- Supercopa do Brasil: 2024[45]

### Prêmios individuais
- Craque da Galera do Campeonato Paulista: 2022[47]
- Melhor atacante do Campeonato Paulista: 2022[47]
- Gol mais bonito do Campeonato Paulista: 2022[47]
- Seleção do Campeonato Paulista: 2022[48]

### Artilharias
- Copa Libertadores de 2016: 9 gols[24]